# Ельтеріш-каган
Ельтеріш-каган (ст.-тюрк. 𐰃𐰠𐱅𐰼𐰾𐰴𐰍𐰣; д/н — 691) — засновник Другого Східнотюркського каганату. Панував в 682—691 роках. Відомий також як Кутлуг.

## Життєпис
Походив з династії Ашина. Був нащадком Іль-кагана, якого 630 року китайські війська повалили, підкоривши східних тюрків. Його дід був ватажком при військовому губернаторові Юньчжун на правому фланзі Шаньюй. Син Ітмиша. При народженні отримав ім'я Гудолу.
Спочатку обіймав посаду тутуня. У 679 році приєднався до повстання Нішуфу, якого 679 року оголосили новим каганом. Після загибелі того 680 року підтримав нового претендента Фаняня. Після поразки останнього 682 року став новим очільником східних тюрків. Зібрав свої сили (близько 5 тис. кіннотників) біля гори Цзунцайшань.
Слідом за цим атакував токуз-огузів, що перебували на китайській службі, перемігши їх. Потім здобув перемоги над татабами й уйгур-хойхоу, здобувши чималу здобич. Його військовий авторитет значно зріс. В результаті Гудолу зумів об'єднати тюрків, оголосивши себе каганом під ім'ям Ельтеріш. Своїм братам Мочурі і Тюзілю (Дусіфу) надав титули шато і ягбу. Невдовзі на його бік перейшов впливовий тюрок Ашіде Юаньчжень.
У 682 році атакував північний кордон Шаньюя, тюркське військо завдало поразки танському генералу Сє Женьгуя, захопивши 20 тис. полонених, 30 тис. верблюдів, коней, овець і великої рогатої худоби. Невдовзі тюрки здійснили успішні атаки на Гуйчжоу, Бінчжоу і Ланчжоу. 683 року було захоплено Дінчжоу, втім тут тюрки зазнали поразки від Лі Юаньгуя, князя Хуо і префекта Бейпіна. Незважаючи на це тюрки змогли сплюндрувати Юйчжоу, а Цуй Чжібянь, китайський командувач в Финчжоу, потрапив в полон.
Протягом 684—686 років каган відправляв війська до префектур Шочжоу і Дайчжоу. В битві біля гори Цзунцайшань тюрки завдали поразки Шуньюй Чупіну, цзунгуаню (воєначальнику) військового округу Янцюй. Втім внаслідок посилення холодів та голоду каган до 687 року вимушений був припинити напади на китайську територію.
687 року він знову напав на імперію Тан, захопивши Чанпін. Потім було атаковано Шочжоу. Але біля гори Хуанхуадуй (в Шаньсі) Хейчі Чанчжі, дацзунгуань (великий воєначальник), завдав кагану важкої поразки. Вдруге тюрки були переможені в Шочжоу. Проте Ельтеріш-каган зумів завдати поразки Цуань Баобі, юцзяньменьвей чжунланцзяну (офіцеру Правої прибрамної гвардії).
Помер Ельтеріш-каган в 691 році. Трон успадкував його брат Мочур.